# Segundo Consistório Ordinário Público de 1838

## Cardeais Eleitores
| Nº                  | País               | Nome               | Idade              | Cargo                         | Título ou Diaconia                                        |
| Cardeais eleitores  | Cardeais eleitores | Cardeais eleitores | Cardeais eleitores | Cardeais eleitores            | Cardeais eleitores                                        |
| ------------------- | ------------------ | ------------------ | ------------------ | ----------------------------- | --------------------------------------------------------- |
| 1                   | Bélgica            | Engelbert Sterckx  | 45                 | Arcebispo de Malinas-Bruxelas | Cardeal-presbítero de São Bartolomeu na Ilha Tiberina     |
| In Pectore          |                    |                    |                    |                               |                                                           |
| 2                   | Itália             | Filippo De Angelis | 46                 | Arcebispo de Montefiascone    | Revelado no Segundo Consistório Ordinário Público de 1839 |
| Revelado In Pectore |                    |                    |                    |                               |                                                           |
| 3                   | Itália             | Adriano Fieschi    | 50                 |                               | Cardeal-diácono de Santa Maria em Portico Campitelli      |